# Filocrisina
La filocristina es un alcaloide aislado de hojas y raíces de Securinega suffruticosa y un alcaloide menor de las raíces de Phyllanthus discoides. También ha sido aislado de las raíces de Margaritaria indica (Euphorbiaceae).  [α]26D = -1082 (EtOH) . [α]D = -1140 (Cloroformo)

## Síntesis
La síntesis fue propuesta por primera vez por Horii

## Biosíntesis
Sankawa my colaboradores propusieron la biosíntesis de la filocristina